# Phasia robusta
Phasia robusta är en tvåvingeart som först beskrevs av Brooks 1945.  Phasia robusta ingår i släktet Phasia och familjen parasitflugor. Inga underarter finns listade i Catalogue of Life.